# Episodi di Shin Chan (2013)
Questi sono gli episodi della serie anime Shin Chan mandati originariamente in onda nel 2013. In Italia sono del tutto inediti.
Ogni episodio è diviso in mini-episodi della durata di circa 10 minuti l'uno.

## Episodi
| Nº          | Giapponese 「Kanji」 - Rōmaji | In onda          | In onda |
| Nº          | Giapponese 「Kanji」 - Rōmaji | Giapponese       |         |
| 791         | 「防衛隊の隊長を決めるゾ」 - Bōei-tai no taichō o kimeru zo「見たい夢を見るゾ」 - Mitai yumewomiru zo | 11 gennaio 2013  |         |
| 792         | 「ほどけないゾ」 - Hodokenai zo「園長先生を怒らせたのは誰?だゾ」 - Enchō sensei o okora seta no wa dare? Da zo | 18 gennaio 2013  |         |
| 793         | 「スカイツリーでキメるゾ」 - Sky (Sukai) tsurī de kimeru zo「きゃりー来航だゾ」 - Kyarī raikō da zo | 25 gennaio 2013  |         |
| 794         | 「草津へ家族旅行だゾ」 - Kusatsu e kazoku ryokō da zo | 1º febbraio 2013 |         |
| 795         | 「リサイクルショップについて行くゾ」 - Recycle Shop (Risaikuru Shoppu) ni tsuite iku zo「今日は寒〜いゾ」 - Kyō wa samu - i zo「タレが命だゾ」 - Tare ga inochi da zo                                                                          | 15 febbraio 2013 |         |
| 796         | 「シロとコンテストだゾ」 - Shiro to contest (kontesuto) da zo「引っ越しのお手伝いだゾ」 - Hikkoshi no otetsudai da zo | 22 febbraio 2013 |         |
| 797         | 「中学生が来たゾ」 - Chūgakusei ga kita zo「熱血!アスレチック公園だゾ」 - Nekketsu! Athletic (Asurechikku) kōen da zo | 1º marzo 2013    |         |
| Speciale 70 | 「またまた流れ板しんのすけだゾ」 - Matamata nagare-ban Shinnosuke da zo「ランドセルを背負いたいゾ」 - Randoseru o shoitai zo「カスカベ防衛隊だゾ〈再〉」 - Kasukabe Bōei Tai da zo <Sai>                                                       | 15 marzo 2013    |         |
| Speciale 71 | 「クレヨンしんちゃん 嵐を呼ぶ!オラと宇宙のプリンセス」 - Kureyon Shinchan - Arashi o yobu! Ora to uchū no purinsesu | 19 aprile 2013   |         |
| 798         | 「B級グルメの塔だゾ」 - B-kyū Gourmet (Gurume) no tō da zo | 26 aprile 2013   |         |
| 799         | 「夢のカレー大会だゾ」 - Yume no karē taikai da zo「恐怖!怪人歯医者だゾ」 - Kyōfu! Kaijin haisha da zo | 3 maggio 2013    |         |
| 800         | 「友情の鍵探しだゾ」 - Yūjō no kagi sagashi da zo「布団を圧縮するゾ」 - Futon o asshuku suru zo | 10 maggio 2013   |         |
| 801         | 「ネネちゃんがスランプだゾ」 - Nene-chan ga Slump (Suranpu) da zo「紅サソリ隊は恋愛禁止だゾ」 - Benisasori-tai wa ren'ai kinshi da zo | 17 maggio 2013   |         |
| 802         | 「お父様の万年筆はどこ?だゾ」 - O tō-sama no man'nenhitsu wa doko? Da zo「じいちゃんの参観日だゾ」 - Jī-chan no sankan-bi da zo | 24 maggio 2013   |         |
| 803         | 「シガイセンはこわいゾ」 - Shigaisen wa kowai zo「対決!忍者ランドだゾ」 - Taiketsu! Ninja Land (Rando) da zo | 31 maggio 2013   |         |
| 804         | 「かすかべ防衛隊の解散だゾ」 - Kasukabe bōei-tai no kaisan da zo「ピーマンを返すゾ」 - Piment (pīman) o kaesu zo | 7 giugno 2013    |         |
| 805         | 「潮干狩りへゴー!だゾ」 - Shiohigari e gō! Da zo「傘がいっぱいだゾ」 - Kasa ga ippai da zo | 14 giugno 2013   |         |
| 806         | 「母ちゃんが入院して退院しだゾ」 - Kā-chan ga nyūin shite taiin shi da zo「母ちゃんまたまた入院だゾ」 - Kā-chan matamata nyūin da zo | 21 giugno 2013   |         |
| 807         | 「真夏の雪だるまだゾ」 - Manatsu no yukidaruma da zo「母ちゃんの入院生活だゾ」 - Kā-chan no nyūin seikatsu da zo | 5 luglio 2013    |         |
| 808         | 「子連れサラリーマンだゾ」 - Kozure Sararīman da zo「母ちゃんが退院するゾ」 - Kāchan ga Tai In Suru zo | 12 luglio 2013   |         |
| Speciale 72 | 「スイカを冷やすゾ」 - Suika wo Hiyasu zo「俺はマサオだぜ！だゾ」 - Ore wa Masao da ze! da zo「田舎にとまるゾ〈再〉」 - Inaka ni Tomaru zo <Sai>「オラの部屋がほしいゾ」 - Ora no Heya ga Hoshī zo「人面クレヨンだゾ」 - Jin Men Kureyon da zo | 2 agosto 2013    |         |
| 809         | 「幼稚園の怪談だゾ」 - Yōchien no Kaidan da zo「父ちゃんとプールだゾ」 - Tō-chan to Pūru da zo | 9 agosto 2013    |         |
| 810         | 「謎のかぐやさんだゾ」 - Nazo no Kaguya-san da zo「シロのキャットタワーだゾ」 - Shiro no Kyatto Tawā da zo | 16 agosto 2013   |         |
| 811         | 「ＣＭが見たいゾ」 - Shī Emu ga Mitai zo「ゆれるブランコ少女だゾ」 - Yureru Buranko Shōjo da zo | 23 agosto 2013   |         |
| 812         | 「母ちゃんのお宝を探すゾ」 - Kā-chan no Otakara wo Sagasu zo「大回転マダムだゾ」 - Dai Kaiten Madamu da zo | 30 agosto 2013   |         |
| 813         | 「犯人は風間くんだゾ」 - Hannin wa Kazama-kun da zo「手作りギョーザだゾ」 - Tezukuri Gyōza da zo | 6 settembre 2013 |         |
| 814         | 「ボウリング対決だゾ」 - Bōringu Taiketsu da zo「母ちゃんの過去だゾ」 - Kā-chan no Kako da zo | 18 ottobre 2013  |         |
| 815         | 「友情のアイスだゾ」 - Yūjō no Aisu da zo「今度こそやせたいゾ」 - Kondo Koso Yasetai zo | 25 ottobre 2013  |         |
| 816         | 「スペインでお宝ゲットだゾ」 - Supein de Otakara Getto da zo | 1º novembre 2013 |         |
| 817         | 「風間くんに追われてるゾ」 - Kazama-kun ni Owareteru zo「フリマで売りたいゾ」 - Furi Ma de Uritai zo | 15 novembre 2013 |         |
| 818         | 「大そうじはバタバタだゾ」 - Ōsōji wa Batabata da zo「夢のカフェをつくるゾ」 - Yume no Kafe wo Tsukuru zo | 13 dicembre 2013 |         |